# División de Honor Oro femenina de balonmano
División de Honor Oro femenina de balonmano (deutsch etwa: Handball-Ehrendivision Gold der Frauen) ist die zweithöchste Liga im Frauen-Handball in Spanien. Veranstaltet wird der Wettbewerb von der Real Federación Española de Balonmano.

## Geschichte
Die erste Spielzeit in der Liga war die Saison 2022/2023. Bis zum Jahr 2022 war die División de Honor Plata als zweite Liga, unterhalb der División de Honor, angesiedelt. Mit der Spielzeit 2022/2023 wurde die División de Honor Plata zur dritten Liga herabgestuft und die División de Honor Oro als zweite Liga eingeführt.

### Saison 2025/2026
Die Saison startet im Sommer 2025 mit den 14 Teams Zuazo Femenino, Grupo USA Handbol Mislata UPV, Uneatlántico Pereda, Lleida Handbol Club, Lobas Global Atac Oviedo, Schär Colores Zaragoza, Caja Rural Cleba, Solimusic Events Carballal, Salma Adesal Córdoba, Soliss BM Pozuelo de CVA, Lanzarote Puerto del Carmen, Anaitasuna, Vino Doña Berenguela BM Bolaños und BM Ikasa Boadilla.
Absteiger aus der División de Honor 2024/2025 waren Zuazo Femenino und motive.co Gijón, wobei La Calzada seine Mannschaft aus dem Spielbetrieb zurückzog. Club Handbol Mislata verblieb dafür in der 2. Liga.

### Saison 2024/2025
Die Teilnehmerzahl in dieser Spielzeit betrug 14 Mannschaften. Die Saison begann am 28. September 2024 und endete am 24. Mai 2025.
Es spielen Club Balonmano Bolaños, Club Barrilla Puerto Del Carmen, Lobas Global Atac Oviedo, Club Handbol Mislata, Club Adesal La Fuensanta, Asociación Deportiva Carballal, Club Balonmano Roquetas, Club Deportivo Elemental Ikasa Balonmano Madrid, Club Balonmano Pereda, Club León Balonmano, Club Balonmano Zonzamas, Club Deportivo Balonmano Mahay, Club Balonmano Pozuelo de Calatrava und Sociedad Cultural Deportivo Recreativa Anaitasuna. Lobas Global Atac Oviedo war Absteiger aus der División de Honor 2023/2024; wegen der Erweiterung der 1. Liga von zwölf auf 14 Teams ab 2024/2025 hatte es nur einen Absteiger gegeben.
Am 23. Spieltag stand Zonzamas Plus Car Lanzarote als erster Aufsteiger in die División de Honor der Saison 2025/2026 fest. Zweiter Aufsteiger wurde CICAR Lanzarote Ciudad de Arrecife.
In die División de Honor Plata sollten Grupo USA Handbol Mislata und Agrinova Costa de Almería Roquetas absteigen, wegen des Rückzugs von Erstligaabsteiger motive.co Gijón blieb Mislata in der Liga.

### Saison 2023/2024
Zwölft Teams traten in der División de Honor Oro an: Errece Almassora, Zuazo femenino, Costa de Almería Roquetas, Balonmano iKasa Boadilla, Uneatlantico Pereda, Rodríguez Cleba, CB Zonzamas Lanzarote, Club Balonmano Morvedre, Cicar Lanzarote Ciudad de Arrecife, Soliss BM Pozuelo de Cva, Vino Doña Berenguela BM Bolaños und Grafometal La Rioja.
Absteiger aus der División de Honor 2022/2023 waren Zuazo und La Rioja. Aufsteiger aus der División de Honor Plata war Costa de Almería.
La Rioja wurde Meister der Saison, Zweiter war BM Morvedre, Dritter Zuazo femenino. Sporting La Rioja und BM Morvedre standen damit als Aufsteiger in die erste Liga fest. Um den Aufstieg in die erste Liga spielen Zuazo femenino, Cicar Lanzarote Ciudad de Arrecife und Zonzamas Pluscar Lanzarote sowie, aus der División de Honor Plata, Adesal Córdoba. In diesem Wettbewerb setze sich Zuazo femenino als dritter Aufsteiger durch.

### Saison 2022/2023
In der ersten Saison spielten die Teams Lobas Global Atac Oviedo, Cicar Lanzarote Ciudad de Arrecife, Vino Doña Berenguela BM Bolaños, Soliss BM Pozuelo de Cva, Elda Prestigio, Club Balonmano Morvedre, Club Almassora Balonmano, Uneatlantico Pereda, CB Zonzamas CICAR Lanzarote, Rodríguez Cleba, Balonmano Santa Cruz de Tenerife und Handbol Sant Quirze.
Morvedre, Sant Quirze, Tenerife und Lanzarote waren aus der División de Honor 2021/22 abgestiegen.
Im Mai 2023 stand Lobas Global Atac Oviedo als erster Aufsteiger fest. Der zweite Aufsteiger wurde zwischen den Teams auf den Plätzen 2 bis 4 der División de Honor Oro (Morvedre, Elda und Lanzarote) und dem Erstplatzierten der División de Honor Plata (Roquetas) ausgespielt. Elda Prestigio gelang dabei der Aufstieg.

## Austragungsmodus
Zwölf Vereine spielen in einer Gruppe jeder gegen jeden. In der ersten Spielzeit steigt der Gruppenerste direkt in die División de Honor auf, die Teams auf den Plätzen 2 bis 4 am Ende der Saison spielen in einer Gruppe mit dem Siegerteam der Aufstiegsrunde der División de Honor Plata einen weiteren Aufstiegsplatz aus.

## Unterbau
Unterhalb der División de Honor Oro ist die División de Honor Plata angesiedelt.